# Gran bombardeig tardà

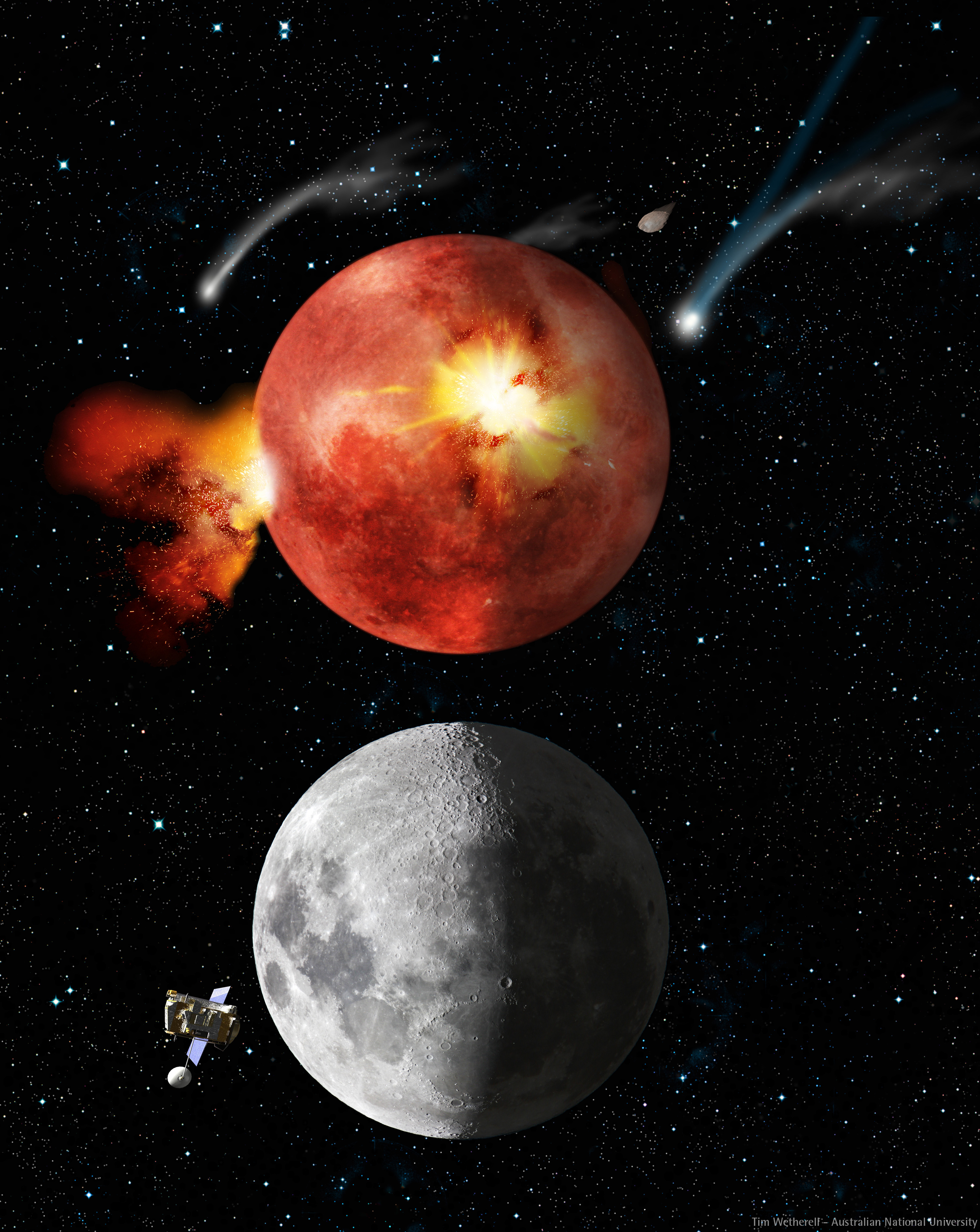
Concepció artística del possible bombardeig tardà

El gran bombardeig tardà (també conegut com a cataclisme lunar, darrer bombardeig intens o LHB (late heavy bombardment) és un període, fa uns 3.800-4.100 milions d'anys, en el qual la Lluna i altres cossos tel·lúrics del sistema solar interior van patir freqüents impactes molt violents de grans asteroides. Aquest període és el causant de la major part dels cràters que actualment s'observen tant en la Lluna com a Mercuri. El terme darrer només faria referència al fet que es va produir després del període d'acreció, quan la Terra i altres cossos es varen formar i guanyaren la major part de la seva matèria, un període de la història de la Terra comparativament recent.

## Història
L'origen de la teoria es troba en les missions Apollo a la Lluna. Aquestes missions portaren a la Terra múltiples mostres de roques lunars. L'edat d'aquestes roques es determinà utilitzant la datació radiomètrica, és a dir, mesurant la concentració d'isòtops inestables respecte a la dels productes en els quals es desintegren; en el cas de les roques el sistema és el mateix, amb la diferència que la vida mitjana del carboni-14 és d'uns 5.700 anys (de manera que serveix per datar mostres recents), mentre que en el cas de les roques s'utilitzen altres isòtops, com l'urani 235 (amb una vida mitjana d'uns 700 milions d'anys) i l'urani 238 (la vida mitjana és d'uns 4.500 milions d'anys).
En qualsevol cas, atès que les mostres procedien de llocs molt allunyats en la superfície lunar, i tenint en compte l'edat del nostre satèl·lit, diversos científics van postular, a mitjans dels anys 70, la hipòtesi que durant aquest període es va produir el que van denominar un cataclisme lunar, de manera que la intensitat d'impactes d'asteroides durant aquest temps va ser molt més gran que l'habitual, desencadenant un autèntic cataclisme en el nostre satèl·lit. Se suposà, llavors, que el més probable era que aquest fenomen hagués afectat no sols la Lluna, sinó tota la regió interior del sistema solar.
La composició de les roques lunars permeté, a més, identificar l'origen de molts meteorits caiguts sobre la Terra: al voltant d'un de cada mil meteorits que impacten sobre el nostre planeta són d'origen lunar, la resta són asteroides. En estimar l'edat d'aquests meteorits, es determinà que gairebé tots aquests procedien del mateix període, que es començà a denominar període de gran bombardeig tardà.

## Proves del cataclisme

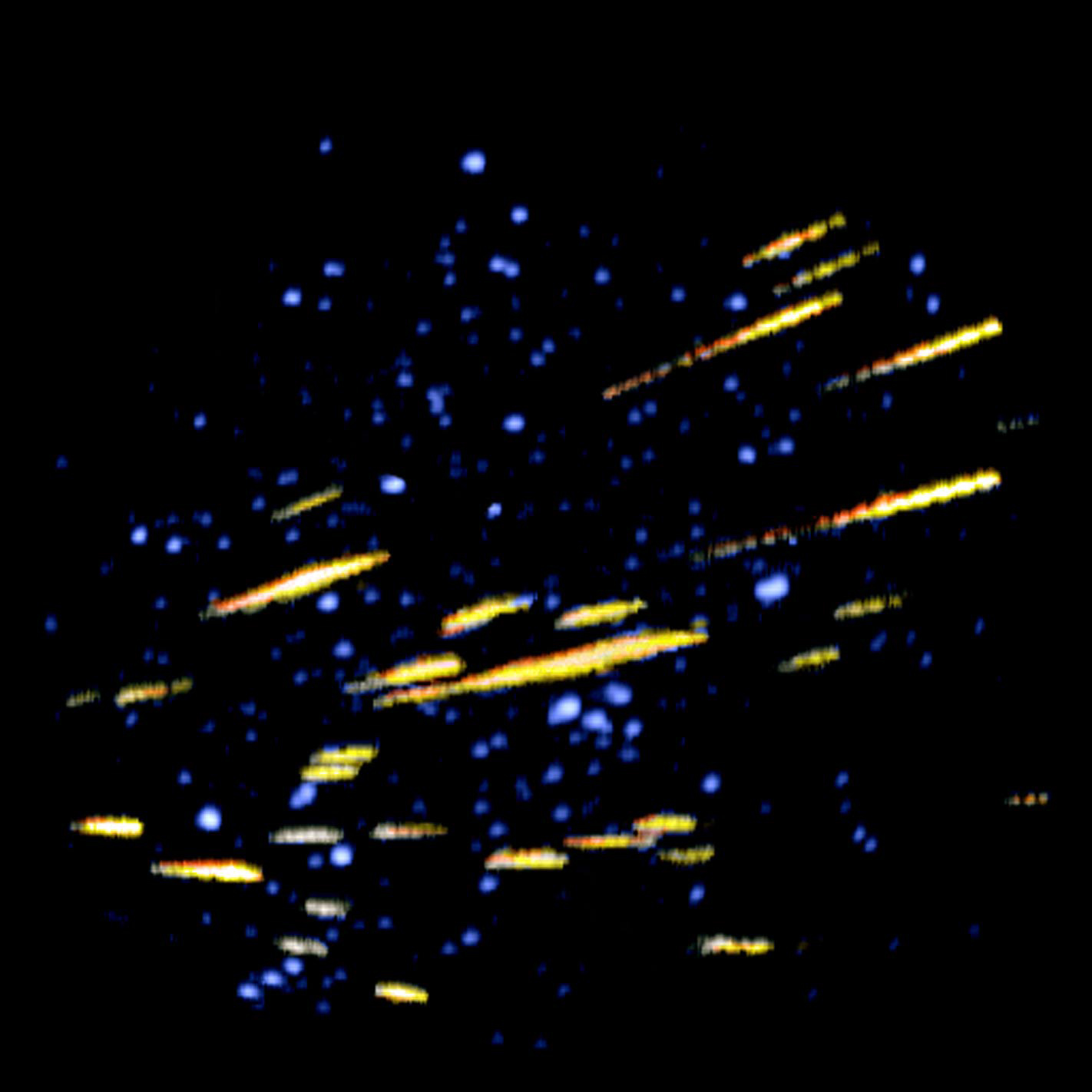
Pluja de meteors, aparentment en la Via Làctia

Les primeres proves del cataclisme lunar provigueren de la datació radiomètrica de les roques foses per impactes recollides duran les missions Apollo. Es pensa que la majoria d'aquestes roques es formaren durant la col·lisió d'asteroides o cometes de desenes de quilòmetres de llargada, formant cràters d'impacte de centenars de quilòmetres de diàmetre. Els llocs d'aterratge de les sondes Apollo 15, 16 i 17 s'escolliren per la seva proximitat a les conques Imbrium, Nectaris i Serenitatis.
Un cop a la Terra, es calculà l'edat d'aquestes roques entre els 3.800 i el 4.100 milions d'anys. Fouad Tera, Dimitri Papanastassiou i Gerald Wasserburg s'adonaren de l'acotació del període a mitjans dels anys 1970 i postularen que aquestes edats tan similars eren una prova d'un bombardeig intens a la lluna. L'anomenaren cataclisme lunar i proposaren que representava un increment en relació al bombardeig habitual fa 3.900 milions d'anys.
A mesura que se'n tenia més informació, particularment a partir de meteorits lunars, aquesta teoria, tot i que controvertida, guanyà popularitat. Es pensà que els meteorits lunars provenien de diferents parts de la superfície lunar, i almenys alguns d'aquests es devien haver originat lluny del lloc d'aterratge de l'Apollo. Molts dels meteorits lunars de feldespat s'originaren probablement en la cara oculta de la lluna, i les roques d'impacte foses trobades s'han pogut datar recentment. Cap no en mostra una edat major als 3.900 milions d'anys. Això no obstant, les edats no se centren en aquesta data, sinó que estan entre els 2.500 i els 3.900 milions d'anys.
Estudis sobre la distribució dels cràters de les zones altes suggeriren que el mateix tipus de projectils bombardejaren Mercuri i la Lluna durant el mateix temps. El bombardeig de Mercuri també seguia el mateix patró que a la Lluna, on l'edat de la gran conca més jove descoberta, Caloris, és comparable a l'edat de les grans conques lunars més joves, Orientale i Imbrium, i totes les planes són més antigues de 3.000 milions d'anys.

## Crítiques a la hipòtesi del cataclisme
Aquesta hipòtesi encara presenta controvèrsia entre els científics. Una de les crítiques es basa que el període d'edat dels impactes podria ser degut a la presa de mostres de l'ejecció d'una sola conca i que la manca de roques foses d'impacte més antigues de 4.100 milions d'anys podria estar relacionada amb el fet que les mostres s'haguessin polvoritzat, o restablert la seva edat.
La primera crítica té a veure amb l'origen de les roques foses d'impacte que foren agafades per la sonda Apollo. Mentre aquestes roques foses d'impacte s'han atribuït normalment a haver estat derivades de conques més properes, s'ha proposat que una gran part n'hagi estat derivada de la conca Imbrium. La conca d'impacte Imbrium és la més jove i gran de les conques de multianell de la part central de la Lluna, i models quantitatius mostren que ejeccions significatives d'aquest fenomen podrien estar presents en tots els llocs d'aterratge dels Apollo. Segons aquesta darrera hipòtesi, el període d'edat de les roques foses d'impacte de prop de 3.900 milions d'anys només reflecteix el material recollit d'un sol impacte, l'Imbrium, i no de molts.
Una segona crítica té a veure amb la significativa manca de roques foses més grans de 4.100 milions d'anys. Una hipòtesi que no suposaria un cataclisme afirma que les roques foses existeixen, però que la seva edat ha estat restablerta per efecte d'impactes dels darrers 4.000 milions d'anys.

## Possibles causes del cataclisme
Un bombardeig cataclísmic tardà només seria possible si existís un dipòsit de petits cossos celestes estables durant 600 milions d'anys, abans d'una desestabilització produïda per algun element. L'element desestabilitzador podria ser una modificació dins l'estructura orbital dels planetes gegants. L'actual cinturó d'asteroides és poc massiu per a explicar el bombardeig observat, sembla necessari un dipòsit de petits objectes més gran. Un dipòsit prou gran podria haver existit després de la formació dels planetes del sistema solar, deixant dins les regions més externes (per fora de les òrbites d'Urà i Neptú una massa important (més de 30 masses terrestres) d'objectes. Sobre les causes que haurien pogut produir la desestabilització d'aquestes objectes, s'han proposat diverses hipòtesis.

### La teoria delplaneta V
El 2002, els astrònoms John Chambers i Jack Lissauer plantejaren una possible causa de l'LHB: l'existència d'un cinquè planeta rocós més enllà de Mart, l'anomenat planeta V, que podria haver estat entre Mart i el cinturó d'asteroides. Utilitzant simulacions per ordinador, Chambers i Lissauer construïren un model en el qual el planeta V tenia una òrbita inestable a causa de la seva interacció gravitatòria amb els planetes interiors, però la inestabilitat era prou petita perquè l'òrbita se'n modifiqués a poc a poc, de manera que va caldre esperar fins al voltant de 4.000 milions d'anys enrere perquè el planeta finalment entrés en una òrbita altament el·líptica que el portaria primer a creuar el cinturó d'asteroides i després a precipitar-se cap al Sol, on desapareixeria.
En travessar el cinturó d'asteroides, el planeta V n'impactaria contra alguns, però a més en modificaria l'òrbita de molts altres, fent que caiguessin cap a la regió interior del sistema: cap a Mart, Venus, la Terra (i el seu satèl·lit) i Mercuri, produint el cataclisme que anomenem intens bombardeig tardà. Els models matemàtics emprats pels científics encaixen molt bé amb les dades que tenim, però, per descomptat, no són una prova concloent ni de l'existència de l'LHB ni de l'explicació del planeta V.

### La hipòtesi dels planetes gasosos

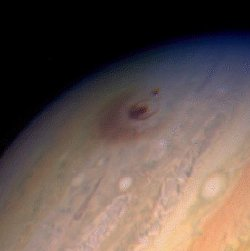
Impacte d'un asteroide sobre Júpiter. Fins i tot avui en dia Júpiter continua afectant les trajectòries dels cossos celestes menors

Una altra possible explicació és que la formació del sistema solar exterior hagi trigat més del que pensàvem: alguns models mostren que els planetes rocosos interiors es van formar ràpidament, però la menor densitat de material a la regió externa del disc d'acreció que va formar el nostre sistema va poder fer que Urà i Neptú es formessin relativament tard-fa uns 4.000 milions d'anys. La seva presència, llavors, va alterar l'equilibri de molts cossos petits del sistema, fent que molts d'aquests tinguessin òrbites inestables que els van portar a caure cap a la regió interior i impactar contra els planetes rocosos i els seus satèl·lits. No obstant això, les teories més acceptades actualment postulen una formació molt ràpida dels gegants gasosos, cosa que desmunta aquesta teoria, ja que Urà i Neptú haurien existit llavors des de molt abans que es produís l'LHB.

### La hipòtesi de la ressonància orbital
Finalment, una altra sèrie de simulacions per ordinador realitzades per R. Gomes, H. F. Levinson, K. Tsiganis i A. Morbidelli, i publicades a Nature el 2005 postulen una altra possible explicació: si la densitat dels objectes més enllà de Neptú és prou gran, és possible que la seva "estirada gravitatòria" sobre els gegants gasosos en la joventut del sistema solar hagi anat modificant a poc a poc la seva òrbita. Uns d'aquests van afectar-ne d'altres, de manera que gairebé tots es van anar allunyant a poc a poc del Sol, excepte Júpiter, que es va acostar lleugerament a l'estrella. Arribat un cert moment, Júpiter i Saturn van entrar en una ressonància orbital 1:2 i el sistema solar es va tornar molt, molt inestable.
Dos cossos celestes entren en ressonància orbital quan els seus períodes orbitals (el temps que tarda cada u a fer una volta completa) formen una relació senzilla de nombres enters. De vegades, això no significa massa, però d'altres pot tenir conseqüències determinants: pot fer que es quedin "fixos" en aquestes òrbites, en estirar un de l'altre de manera que no puguin escapar-ne; en aquest cas, es té una configuració molt estable o pot passar just el contrari, si les estirades gravitatòries creen òrbites excèntriques en aquests cossos o en d'altres.
En el cas d'una ressonància 1:2 entre Júpiter i Saturn, els models de Gomes i el seu equip mostren que multitud d'objectes petits del cinturó d'asteroides patirien pertorbacions en les seves òrbites que els precipitarien cap a l'interior del sistema, mentre els dos grans gegants gasosos seguirien modificant les seves pròpies òrbites fins a tenir-ne les actuals -que no tenen aquesta ressonància-. Això explicaria, per descomptat, l'LHB de manera satisfactòria. Totes les explicacions que s'han esmentat tenen alguna cosa en comú: parteixen de la base d'un sistema solar en contínua transformació, una cosa en gran manera oposat al que solem pensar, i al que semblen mostrar molts textos divulgatius. Continua havent-hi molts que qüestionen les garanties d'aquest model a causa de les proves experimentals de què disposem. No obstant això, és d'esperar que a llarg termini puguem dissipar els nostres dubtes: si l'LHB succeí, les mostres rocoses d'altres planetes interiors, com Mercuri o Mart, especialment les d'impactes de meteorits, mostraran aquest peculiar amuntegament al voltant de 3.800-4.100 milions d'anys. En un o altre sentit, la futura exploració del sistema solar eliminarà el dilema sobre això.